# Lijst van rijksmonumenten in Diever
De plaats Diever telt 14 inschrijvingen in het rijksmonumentenregister, hieronder een overzicht.
| Object | Oorspronkelijke functie?  | Bouwjaar                                                                                          | Architect                          | Locatie         | Coördinaten?                  | Nr.?   | Afbeelding                                                           |
| --- | ------------------------- | ------------------------------------------------------------------------------------------------- | ---------------------------------- | --------------- | ----------------------------- | ------ | -------------------------------------------------------------------- |
| Hervormde kerk (Sint-Pancratiuskerk)                                                                       | Kerk en kerkonderdeel     | 12e eeuw (toren) 14e eeuw (koor, verhoging toren) 15e eeuw (schip, inbouw toren) 1955-'59 (rest.) | Jans Boelens (1955-'59)            | Hoofdstraat 45  | 52° 51' 20" NB, 6° 19' 0" OL  | 12902  | Meer afbeeldingen                                                    |
| Schultehuis                                                                                                | Woonhuis                  | 1604 1935-'37 (rest.)                                                                             |                                    | Brink 7         | 52° 51' 18" NB, 6° 19' 1" OL  | 12903  | Meer afbeeldingen                                                    |
| Voorm. Armenwerkhuis ('t Ruterhuus)                                                                        | Sociale zorg, liefdadigh. | 1861 (aanbouw jonger)                                                                             |                                    | Groningerweg 6  | 52° 51' 34" NB, 6° 20' 7" OL  | 12905  | Meer afbeeldingen                                                    |
| De Caathof                                                                                                 | Boerderij                 | 1773                                                                                              |                                    | Holtenweg 2     | 52° 50' 54" NB, 6° 19' 3" OL  | 12906  | Meer afbeeldingen                                                    |
| De Vlijt                                                                                                   | Industrie- en poldermolen | 1882 1955-'56 (herst.) 1979-'80 (rest.)                                                           | Ritzen (1882) Medendorp (1979-'80) | Dingspil 17     | 52° 51' 7" NB, 6° 18' 50" OL  | 12907  | Meer afbeeldingen                                                    |
| Terrein waarin hunebed D52                                                                                 | Archeologisch monument    | Neolithicum                                                                                       |                                    | Groningerweg    | 52° 51' 33" NB, 6° 19' 52" OL | 421089 | Meer afbeeldingen                                                    |
| Boerderij met zijbaander onder aan voorzijde afgewolfd schilddak                                           | Boerderij                 | ca. 1880                                                                                          |                                    | Achterstraat 14 | 52° 51' 24" NB, 6° 19' 9" OL  | 46727  | Meer afbeeldingen                                                    |
| Voorm. smederij                                                                                            | Nijverheid                | ca. 1860                                                                                          |                                    | Hoofdstraat 49  | 52° 51' 20" NB, 6° 19' 6" OL  | 46728  | Meer afbeeldingen                                                    |
| Grote boerderij met zijbaander onder rieten wolfdak, jonger bedrijfsdeel en bakhuisje                      | Boerderij                 | 18e eeuw (kern) (bedrijfsdeel jonger)                                                             |                                    | Kruisstraat 2   | 52° 51' 20" NB, 6° 19' 11" OL | 46729  | Meer afbeeldingen                                                    |
| Dubbel verdiepingloos woonhuis onder twee met pannen gedekte schilddaken                                   | Woonhuis                  | 1904                                                                                              |                                    | Kruisstraat 4   | 52° 51' 20" NB, 6° 19' 11" OL | 46730  | Meer afbeeldingen                                                    |
| Boerderij met gewijzigde topgevel en zijbaander onder schilddak, houten schuur onder schilddak en stookhok | Boerderij                 | 18e eeuw (kern) 19e eeuw (topvensters)                                                            |                                    | Kastanjelaan 18 | 52° 51' 2" NB, 6° 19' 6" OL   | 46731  | Meer afbeeldingen                                                    |
| Hallenhuisboerderij met voorgeplaatst dwarshuis                                                            | Boerderij                 | ca. 1885 verm. ca. 1910 (aanbouw)                                                                 |                                    | Brink 11        | 52° 51' 16" NB, 6° 18' 59" OL | 507278 | Hallenhuisboerderij met voorgeplaatst dwarshuis                      |
| Hallenhuisboerderij, stookhok met potstal                                                                  | Boerderij                 | ca. 1900                                                                                          |                                    | bij Brink 11    | 52° 51' 17" NB, 6° 18' 59" OL | 507279 | Hallenhuisboerderij, stookhok met potstal                            |
| Hallenhuisboerderij met dwarsdeel in ambachtelijk-traditionele stijl                                       | Boerderij                 | ca. 1890                                                                                          |                                    | Hoofdstraat 34  | 52° 51' 23" NB, 6° 18' 55" OL | 507282 | Hallenhuisboerderij met dwarsdeel in ambachtelijk-traditionele stijl |